# Герої домни
«Герої домни» (рос. «Герои домны») — радянський художній фільм-драма 1928 року, знятий режисером Євгеном Івановим-Барковим на кіностудії «Совкіно» (Москва).

## Сюжет
За мотивами повісті Миколи Ляшка «Доменна піч». Про відновлення зруйнованого громадянською війною металургійного виробництва на прикладі однієї доменної печі.

## У ролях
- Іван Штраух — Коротков, машиніст
- Надія Ковальова — Наталія Короткова, дружина
- Євген Токмаков — Чиж, батько Наталі
- Сергій Мінін — Фатов, голова ревкому
- Леонід Юренєв — Шинкін, головбух
- Наум Рогожин — Нагель, колишній директор
- Мстислав Котельников — Гущин, майстер цеху
- Василь Аристов — Сердюк, робочий
- Олександр Чистяков — комісар
- Віра Корольова — Фенічка

## Знімальна група
- Режисер — Євген Іванов-Барков
- Сценаристи — Євген Іванов-Барков, Микола Ляшко
- Оператор — Григорій Гібер
- Художник — Дмитро Колупаєв